# Un Anglais à New York (film, 2008)
Pour les articles homonymes, voir Un Anglais à New York.
Pour la chanson de Sting, voir Englishman in New York.
Pour plus de détails, voir Fiche technique et Distribution.
Un Anglais à New York ou Comment perdre ses amis et se mettre tout le monde à dos au Québec (titre original : How to Lose Friends & Alienate People) est un film britannique réalisé par Robert B. Weide en 2008, mettant en vedette Simon Pegg. C'est une adaptation d'un livre semi-autobiographique de Toby Young.

## Synopsis
Quand Sidney Young, chroniqueur dans un obscur journal anglais, est engagé par Sharps, célèbre magazine hype new-yorkais, il jubile, persuadé que sa place dans les soirées les plus select de Manhattan est assurée. Mais comme le lui fait comprendre Alison, sa jolie supérieure, son côté sans-gêne n’est pas du goût de tous. Accumulant les bourdes, Sidney se met en tête de séduire Sophie Maes, la bimbo du moment...

## Fiche technique
- Titre original : How to Lose Friends & Alienate People
- Titre français : Un Anglais à New York
- Titre québécois : Comment perdre ses amis et se mettre tout le monde à dos
- Réalisation : Robert B. Weide
- Scénario : Peter Straughan, d'après le livre de Toby Young
- Photographie : Oliver Stapleton
- Montage : David Freeman
- Musique : David Arnold
- Direction artistique : Ray Chan, Anthony Gasparro
- Décors : Sara Parks
- Costumes : Annie Hardinge
- Sociétés de production : Number 9 Films, Intandem Films
- Sociétés de distribution : Metro-Goldwyn-Mayer, Paramount Pictures
- Pays d'origine :  Royaume-Uni
- Genre : Comédie, Film biographique
- Durée : 110 minutes
- Dates de sortie : 
  -  Royaume-Uni : 3 octobre 2008
  -  Belgique : 9 octobre 2008 (Festival international du film de Gand)

## Distribution

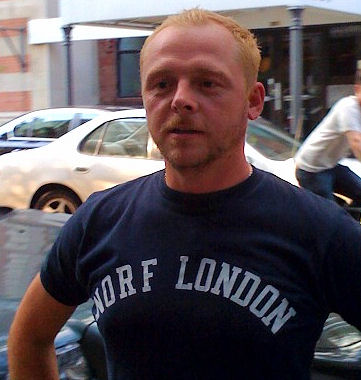
L'acteur principal Simon Pegg, l'année de sortie du film.

- Simon Pegg (VF : Mark Lesser ; VQ : François Godin) : Sidney Young
- Kirsten Dunst (VF : Chloé Berthier ; VQ : Nadia Paradis) : Alison Olsen
- Danny Huston (VF : Bruno Dubernat ; VQ : Jacques Lavallée) : Lawrence Maddox
- Gillian Anderson (VF : Caroline Beaune ; VQ : Claudine Chatel) : Eleanor Johnson
- Megan Fox (VF : Marjorie Frantz ; VQ : Catherine Hamann) : Sophie Maes
- Jeff Bridges (VF : Patrick Floersheim ; VQ : Hubert Gagnon) : Clayton Harding
- Bill Paterson (VF : Michel Prud'homme) : Richard Young
- Miriam Margolyes (VF : Tamila Mesbah ; VQ : Mireille Thibault) : Mme Kowalski
- Janette Scott : Mme Young
- Max Minghella (VQ : Sébastien Reding) : Vincent Lepak
- Diana Kent (en) (VQ : Élise Bertrand) : Rachel Petkoff
- Margo Stilley (VQ : Isabelle Miquelon) : Ingrid
- Charlotte Devaney : Bobbie, la strip-teaseuse transsexuelle
- Kelan Pannell : Sidney Young, jeune
- Kelly Jo Charge : le présentateur du gala
- Christian Smith : l'invité du gala
- Katherine Parkinson : la fille des relations publiques
- Felicity Montagu : la presse-papiers nazi
- Thandie Newton : elle-même
- John Lightbody : l'assistant-gérant de l'hôtel
- Ian Bonar : le critique no 1
- James Corden : le critique no 2
- Fenella Woolgar : le critique no 3
- Chris O'Dowd : le critique no 4
- Brian Austin Green : un invité de la fête (non crédité)